# Edward Hunek
Edward Hunek (ur. 1941 w Dysie, zm. 8 sierpnia 2006 w Lublinie) – polski polityk, wojewoda lubelski, marszałek województwa lubelskiego.

## Życiorys
Syn Franciszka. Absolwent Akademii Rolniczej w Lublinie i Podyplomowego Studium Samorządu i Administracji Wydziału Prawa Uniwersytetu Marii Curie-Skłodowskiej.
Od 1972 należał do Zjednoczonego Stronnictwa Ludowego, a następnie do Polskiego Stronnictwa Ludowego.
Pracował w rolniczej spółdzielczości i administracji samorządowej w Opolu Lubelskim. W 1994 został wojewodą lubelskim. Urząd sprawował nieprzerwanie do 1997. Od 1998 do 2002 był radnym Sejmiku Województwa Lubelskiego. W 2001 został marszałkiem województwa lubelskiego. Funkcję sprawował do wyborów samorządowych w 2002, w których nie ubiegał się o reelekcję.
Był m.in. członkiem Prezydium Stowarzyszenia Współpracy „Polska-Wschód”, wiceprzewodniczącym Stowarzyszenia „Euroregion BUG”, członkiem Stowarzyszenia im. Eugeniusza Kwiatkowskiego i rady Lubelskiej Regionalnej Kasy Chorych, członkiem prezydium Wojewódzkiej Komisji Dialogu Społecznego z ramienia strony samorządowej, a także przewodniczącym rady rejonowej Polskiego Związku Pomocy Społecznej i prezesem zarządu wojewódzkiego Związku Ochotniczych Straży Pożarnych w Lublinie.
Odznaczony Krzyżem Kawalerskim Orderu Odrodzenia Polski (1999).
Pochowany na cmentarzu przy ul. Lipowej w Lublinie.